# SummerSlam (2009)
SummerSlam 2009 – gala wrestlingowa federacji WWE, która odbyła się 23 sierpnia 2009 w hali Staples Center w Los Angeles.

## Rezultaty walk
| #    | Mecz                                                                                 | Rodzaj meczu                                                     | Czas  | Zwycięzca              |
| ---- | ------------------------------------------------------------------------------------ | ---------------------------------------------------------------- | ----- | ---------------------- |
| Dark | Beth Phoenix vs. Kelly Kelly & Eve Torres                                            | 15-Diva Battle Royal                                             | −     | B. Phoenix             |
| 1    | Rey Mysterio (c) vs. Dolph Ziggler                                                   | Singles match + WWE Intercontinental Championship                | 12:27 | Rey Mysterio           |
| 2    | M.V.P. vs. Jack Swagger                                                              | Singles match                                                    | 06:24 | M.V.P.                 |
| 3    | Chris Jericho & Big Show (c) vs. Cryme Tyme (Shad Gaspard & JTG)                     | Tag Team match + Unified WWE Tag Team Championship               | 09:46 | Ch. Jericho & Big Show |
| 4    | Kane vs. The Great Khali (oraz Ranjin Singh)                                         | Singles match                                                    | 05:59 | Kane                   |
| 5    | D-Generation X (Triple H & Shawn Michaels) vs. The Legacy (Cody Rhodes & Ted DiBiase | Tag Team match                                                   | 20:02 | D-Generation X         |
| 6    | Christian (c) vs. William Regal (oraz Vladimir Kozlov & Ezekiel Jackson)             | Singles match + ECW Championship                                 | 00:08 | Christian              |
| 7    | Randy Orton (c) vs. John Cena                                                        | Singles match + WWE Championship                                 | 17:50 | R.Orton                |
| 8    | CM Punk vs. Jeff Hardy (c)                                                           | Tables, Ladders, & Chairs match + World Heavyweight Championship | 21:34 | CM Punk                |